# Валерија Јенгаличева
Валерија Андрејевна Јенгаличева (рус. Валерия Андреевна Енгалычева; молд. Valeria Engalâceva; Оломоуц, 7. април 1999), познатија као Лерика (рус. Лерика; молд. Lerica), руска је певачица. Русију је представљала на Дечјој песми Евровизије 2012. освојивши четврто место са 88 бодова, а Молдавију на истом такмичењу претходне године освојивши шесто место са 78 бодова.

## Биографија
Рођена је 7. априла 1999. године у Оломоуцу, Чешкој Републици. Отац јој је Рус Андреј Јенгаличев (Андрей Енгалычев), а мајка Молдавка Ала Јенгаличева (Алла Енгалычева). Лерика пева од четврте године, када је њене вокалне способности запазила тадашња васпитачица Јелена Васиљевна. Од малих ногу свира виолину.
Године 2007. Валерија је учествовала на такмичењу Славјански базар у белоруском граду Витепску. Следеће године је освојила прво место на такмичењу Орфеј у Италији, док је 2009. са песмама Погода разгулялась и Enigma Lumil учествовала на конкурсу Нови талас. Учествовала је и на многим другим такмичењима, са осталим песмама.

## Дечја Евровизија
Две године касније, 3. децембра 2011, заузела је шесто место са 78 бодова на Дечјој песми Евровизије за Молдавију, а 1. децембра 2012. четврто са 88 пеона за Русију. Током првог учешћа на Дечјем Евросонгу, Лерика је живела у молдавском граду Балцију, док данас живи у граду Јубилејном близу Москве.
Молдавију је Јенгаличева представљала са песмом No, no, коју је компоновао Еуђен „Натан“ Доибани. Избор за представника је био интеран. Телевизији је пристигло четрнаест пријава, од којих је пет одабрано да 5. октобра 2011. дође на саслушање. На каналу „Молдова 1“, као специјална епизода музичког програма Ринг стар, емитовани су наступи свих пет кандидата. Том приликом је откривено да је стручни жири одабрао Лерику као представницу.
Како поседује двојно држављанство (и Русије и Молдавије), а ограничење поновног учествовања је укинуто, Валерија је могла да представља Русију на Дечјој Евровизији. Селидба у Русију је такође олакшала њено учествовање у борби за представника. У аранжману песме Сенсация помогао је Тарас Демчук, а у писању текста Маргарита Дорошевич из Омска. До маја 2012. су телевизији „РТР“ предаване песме. Лерикина песма изабрана је од двадесет укупно.

## Конкурси
Током своје каријере, која траје од њене седме године (2006), Лерика је учествовала у многим пројектима:
- Такмичења «Бельцкая звездочка» (гран-при; Балци, 2006)
- Републички кункурс вокалиста «Премия Года — Лаура» (прво место; Кишињев, 2007)
- Седми међународни дечји фестивал «Кинотаврик» (прво место; Сочи, 2007)
- Први међународни дечји фестивал «Sochi Olympic Star 2008» (прво место; Сочи, 2008)
- Међународни конкурс «Орфеј у Италији» (прво место; Језоло, 2008)
- Шести дечји музички конкурс «Звездочка Элата» (прво место; Кишињев, 2008)
- Једанаести међународни вокални конкурс «Таhtede Laul» (прво место; Талин, 2009)
- Међународни конкурс младих музичара «New Wave» (Јурмала, 2009)
- Шесто отворено такмичење «Дельфийские игры» (представљање Молдавије; 2010)
- Хуманитарни концерт за сиромашну, заражену ХИВ и децу инвалиде (2010)
- Телевизијски пројекат «Рождественская Песенка Года» (Москва, 2010)
- Дечја песма Евровизије 2011. (шесто место за Молдавију; Јереван)
- Седамнаести национални фестивал «Звезда Кишинева — Звезда Молдовы» (гран-при; Кишињев, 2011)
- Седми међународни отворени конкурс-фестивал «Крымские волны» (прво место; Феодосија, 2011)
- Десети међународни конкурс «Ceata lui Pitigoi» (треће место; Румунија, 2011)
- Дечја песма Евровизије 2012. (четврто место за Русију; Амстердам)
- Телевизијски пројекат «Рождественская Песенка Года» (Москва, 2012)